# Vladimír Urbánek
Vladimír Urbánek (* 1976) je český fyzioterapeut a politik, v letech 2004 až 2016 a opět od roku 2024 zastupitel Olomouckého kraje a od roku 2010 zastupitel Uničova.

## Život
Má bakalářský titul, je diplomovaným specialistou a živí se jako fyzioterapeut. Působí jako předseda základní odborové organizace. Jeho zálibou je zejména sport.
Je ženatý a má dvě děti.

### Politické působení
Poprvé kandidoval v krajských volbách v roce 2000 jako nestraník za KSČM na 29. místě kandidátní listiny strany, ale nebyl zvolen. Ve sněmovních volbách v roce 2002 kandidoval na 16. místě kandidátní listiny strany v Olomouckém kraji na funkci poslance PSP ČR, ale nebyl zvolen. V komunálních volbách v roce 2002 poté neúspěšně kandidoval do uničovského zastupitelstva.
První volební úspěch zaznamenal v krajských volbách v roce 2004, kdy byl z 15. místa kandidátní listiny KSČM zvolen krajským zastupitelem Olomouckého kraje. Ve sněmovních volbách v roce 2006 opět neúspěšně kandidoval do PSP ČR, tentokrát na 14. místě kandidátní listiny v kraji. Zároveň kandidoval v komunálních volbách v roce 2006 z 8. místa kandidátní listiny KSČM do uničovského zastupitelstva. Nebyl zvolen, stal se ale prvním náhradníkem. V krajských volbách v roce 2008 nicméně úspěšně obhájil mandát krajského zastupitele, když kandidoval z 9. místa kandidátní listiny strany. Ve sněmovních volbách v roce 2010 opět neúspěšně kandidoval do PSP ČR v Olomouckém kraji, tentokrát skončil jako osmý náhradník.
V komunálních volbách v roce 2010 byl zvolen ze 2. místa kandidátní listiny KSČM zastupitelem města. O dva roky později pak v krajských volbách obhájil také funkci zastupitele kraje. Následně kandidoval v předčasných sněmovních volbách v roce 2013, ale nebyl zvolen (stal se však jedenáctým náhradníkem). V obecních volbách v roce 2014 pak jako lídr kandidátky KSČM a nově navíc jako člen strany obhájil mandát zastupitele města. V krajských volbách v roce 2016 však již neobhájil mandát krajského zastupitele, skončil jako pátý náhradník. Ve sněmovních volbách v roce 2017 kandidoval na 4. místě kandidátní listiny KSČM, ale nebyl zvolen. V komunálních volbách o rok později však jako lídr kandidátky KSČM obhájil funkci uničovského zastupitele.
V krajských volbách 2020 opět neúspěšně kandidoval na funkci zastupitele Olomouckého kraje. Ve sněmovních volbách v roce 2021 kandidoval jako dvojka kandidátní listiny strany po jejím lídrovi Ludvíku Šuldovi, ale nebyl zvolen, protože strana žádný mandát v Poslanecké sněmovně nezískala. V komunálních volbách v roce 2022 však úspěšně obhájil funkci zastupitele města. Úspěšná byla i jeho následná kandidatura v krajských volbách v roce 2024, ve kterých byl lídrem kandidátní listiny koalice STAČILO! (tj. KSČM, ČSNS, SD-SN s ČSSD), po sečtení preferenčních hlasů nicméně skončil druhý za Markem Obrtelem.
Ve sněmovních volbách v roce 2025 je lídrem kandidátní listiny hnutí Stačilo! v Olomouckém kraji.